# インド高等文官
インド高等文官（Indian Civil Service）とは、イギリス領インドの植民地統治に従事した高級官僚。または、この高級官僚による統治体制。略してICS。

## 概要
インド統治に関する役職は、当初イギリス上流階級の子弟が独占していた。しかし、19世紀に自由主義的風潮が高まると批判が高まり、1850年代前半より競争試験制度が導入され、高等文官を登用する制度が確立した。1858年、インド統治を担っていた東インド会社が解散したことでICSの重要性がさらに高まり、イギリス本国で名門大学を卒業した新興中産階級がその地位を目指すようになった。合格者は極めて限定されたものの、ICS採用試験にはインド人が受験することもできた。最初のインド人高等文官はサティエンドラナート・タゴール（ノーベル文学賞をとったタゴールの兄）である。そのほかバネルジーやチャンドラ・ボース、ジョージ・オーウェルの父親も高等文官を務めた。初期のインド国民会議派（1885年成立）が掲げた主張の一つが、この高等文官のインド人化であった。
インド独立後も旧イギリス領インドに属していた国々では名前を変えてこの官職は存続している。
- インド高等行政官（Indian Administrative Service）
- パキスタン中央上級官　(Central Superior Services of Pakistan)
- バングラデシュ高等文官　(Bangladesh Civil Service)
- ミャンマー高等文官　(Myanmar Civil Service)